# General von Steuben
SS General von Steuben byla německá luxusní osobní loď, která v době 2. světové války sloužila k transportům německých vojsk.
Postavena byla v loděnici AG Vulcan Stettin ve Štětíně. Na vodu byla spuštěna roku 1922 pod názvem München a v následujícím roce dokončena. V roce 1931 byla opravována v amerických loděnicích, kde dostala název po německém hrdinovi americké války za nezávislost (Friedrich Wilhelm von Steuben) tedy General von Steuben.
V roce 1939 začala loď plnit úkoly pro přepravu vojsk. Dne 9. února 1945 vyplula loď pod ochranou torpédoborců T-196 a TF-10 z Pilavy do Svinoústí a 10. února v 00:50 hodin však byla torpédována sovětskou ponorkou S-13.
Potopila se během 15 minut do hloubky 70 metrů. Zahynulo 3608 osob, zachráněno bylo 659 lidí. Jedná se o pátou největší námořní katastrofu v dějinách.